# برنس أوف ويلز (53)

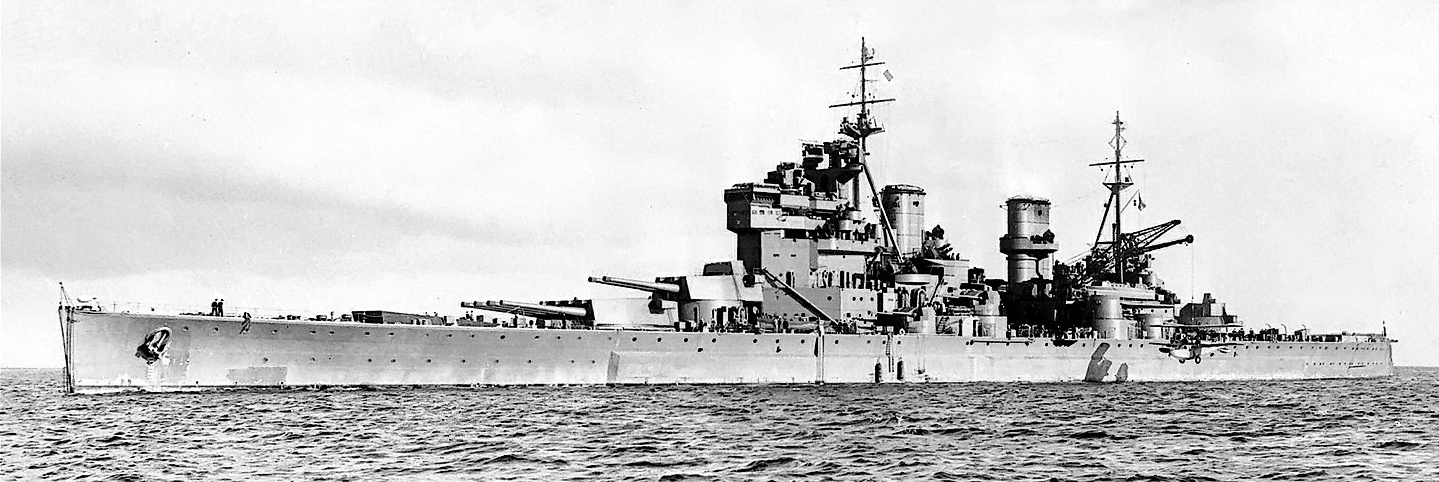

برنس أوف ويلز سفينة حربية تابعة للبحرية الملكية، التي بنيت في حوض بناء السفن كاميل ليرد في بيركينهيد في إنجلترا. شاهدت أول إجرائات قتالية في أغسطس عام 1940 بينما كانت لا تزال تُجهز في حوضها الجاف عندما هاجمتها الطائرات الألمانية وألحقت بها أضرار. شاركت في معركة مضيق الدنمارك في مايو 1941 ضد بارجة بسمارك الحربية الألمانية، رافقت إحدى قوافل مالطا في البحر الأبيض المتوسط، ثم حاولت اعتراض قوافل القوات اليابانية قبالة ساحل مالايا عندما فقدت في 10 ديسمبر 1941. في معركتها الأخيرة أي بعد ثلاثة أيام من الهجوم على بيرل هاربور.

## الخدمة التشغيلية

### ضدبسمارك
في 22 أيار (مايو) 1941، برنس ويلز، وطراد المعركة هود وستة مدمرات بالتوجه إلى جنوب أيسلندا واعتراض البارجة الألمانية بسمارك إذا حاولت الخروج إلى المحيط الأطلسي.
في اليوم التالي، تم الإبلاغ عن بسمارك، بصحبة الطراد الثقيل برينز يوجين، متجهًا جنوبًا غربًا في مضيق الدنمارك. في الساعة 20:00، أمر نائب الأدميرال لانسلوت هولاند، الموجود في سفينة القائد هود، القوة بالابخار بسرعة 27 عقدة (50 كم/س)، وهو ما فعلته معظم الليل. دعت الخطة برنس ويلز وهود إلى التركيز على بسمارك، في حين أن Norfolk Suffolk سيتعاملان مع برينز يوجين. ومع ذلك لم يتم إبلاغ الطرادين بهذه الخطة بسبب صمت الراديو المشدد. في الساعة 02:00، في 24 مايو، تم إرسال المدمرات للبحث عن السفن الألمانية إلى الشمال، وفي الساعة 02:47 زاد هود وبرنس ويلز السرعة إلى 28 عقدة (52 كم/س) وغيرت مسارها قليلا للحصول على زاوية أفضل على السفن الألمانية. 

### اقتباسات
1. 1 2  Garzke pp. 177–79